# Jean-Auguste Margueritte
Jean-Auguste Margueritte (16 de enero de 1821, Manheulles-6 de septiembre de 1870, Beauraing, Bélgica) fue un general de división francés, caído durante la guerra de 1870.
El gato del desierto (felis margarita) es nombrado en su honor.

## Biografía

### Inicios

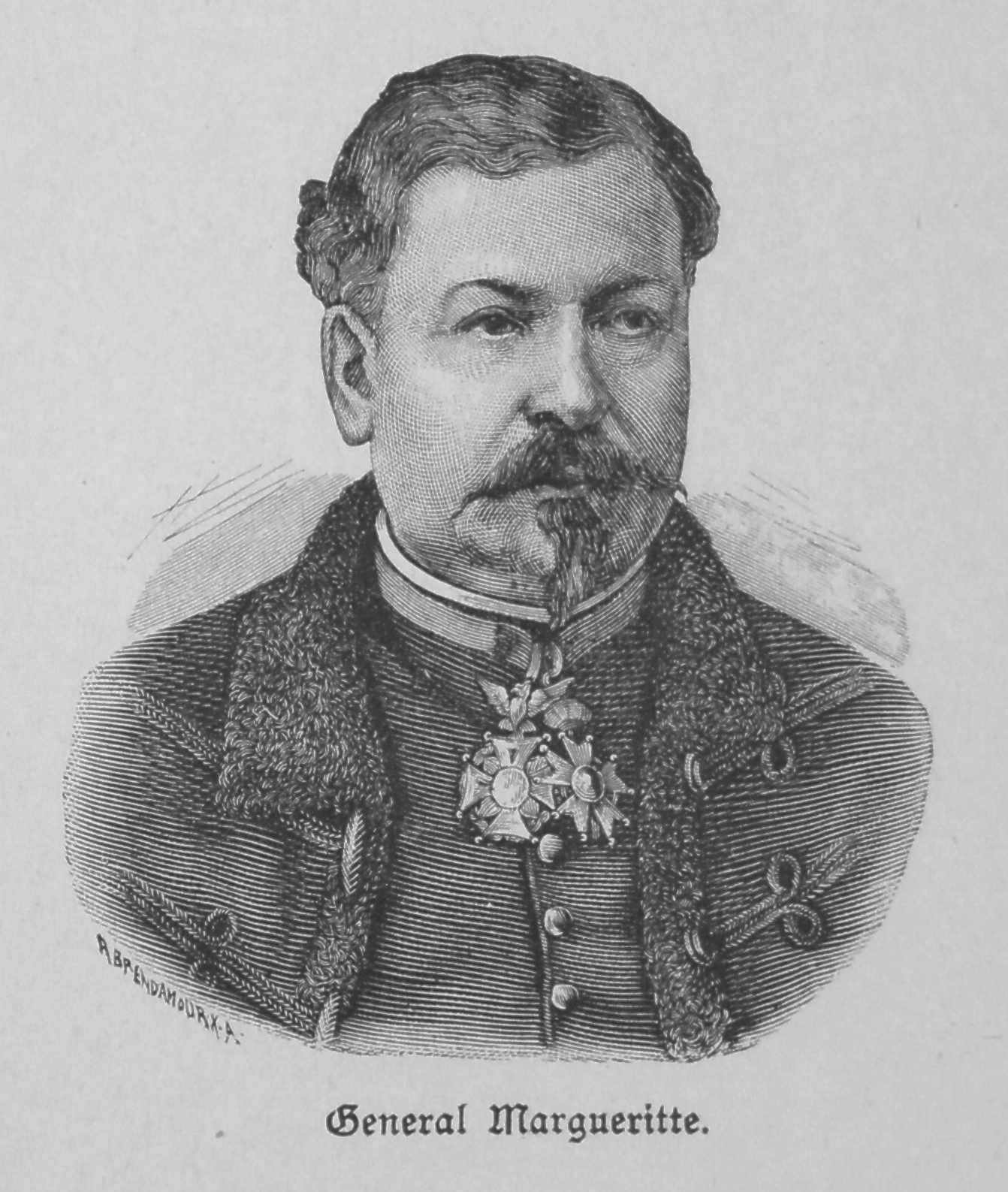
El General Margueritte.

Jean-Auguste Margueritte descubre Argelia en 1831, cuando su padre, gendarme, es enviado a Kouba. Es aquí donde pasa gran parte de su vida y de su carrera militar. Aprende el árabe, que domina muy joven. A los 14 años se enrola en la gendarmería mora como intérprete. Es nombrado brigadier el 1 de enero de 1840 y después es promovido a subteniente el 20 de noviembre de ese mismo año, con solo 17 años. Pero este ascenso está lejos de asegurarle una carrera militar, ya que este cuerpo indígena no es tenido en cuenta en el Ejército francés. Un decreto de julio de 1842 licencia los dos escuadrones de gendarmes moros reclutando sus soldados y oficiales para crear el núcleo de los nuevos regimiento de spahis. Sin embargo, los oficiales así reclutados no tenían rango legal en el ejército y no podían ingresar salvo con el título de indígena. Ocuparon sus puestos por decreto del gobernador general y a título provisional. La organización de los spahis limitaba el ascenso de los oficiales que servían al título nativo del grado de teniente, haciéndolos subordinados en todo caso a los oficiales franceses del mismo grado. No podían convertirse en capitanes. Incapaz de mantenerse en esta situación, Margueritte se enrola como simple soldado del 2º Regimiento de cazadores de África en Toulon, después de pasar solo un mes como brigadier de los saphis.
Es sucesivamente maréchal des logis, jefe de la oficina árabe de Miliana, después jefe de la oficina árabe de Theniet El Had, teniente del 2º Regimiento de Spahis; en 1855 se convierte en capitán al cargo del círculo de Laghouat. En 1860 es teniente coronel del 12º Regimiento de cazadores de Francia.
Durante la expedición a México, entre 1862 y 1864, toma el segundo mando del 2º Regimiento de marcha. El 2 de julio de 1863, a la cabeza del 3º Regimiento de cazadores de África, volvió a Argelia con el grado de coronel.
El 1 de diciembre de 1867, es nombrado general de brigada, comandante de la subdivisión de Argel.

### Guerra franco-prusiana

#### Inicios de la guerra
Participa en la guerra contra Prusia en 1870 tomando el mando de la primera brigada (1º y 3º Regimiento de cazadores de África) de la primera división de caballería de Du Barail.
Es herido por un golpe de sable en Pont-à-Mousson.

#### Batalla de Sedán

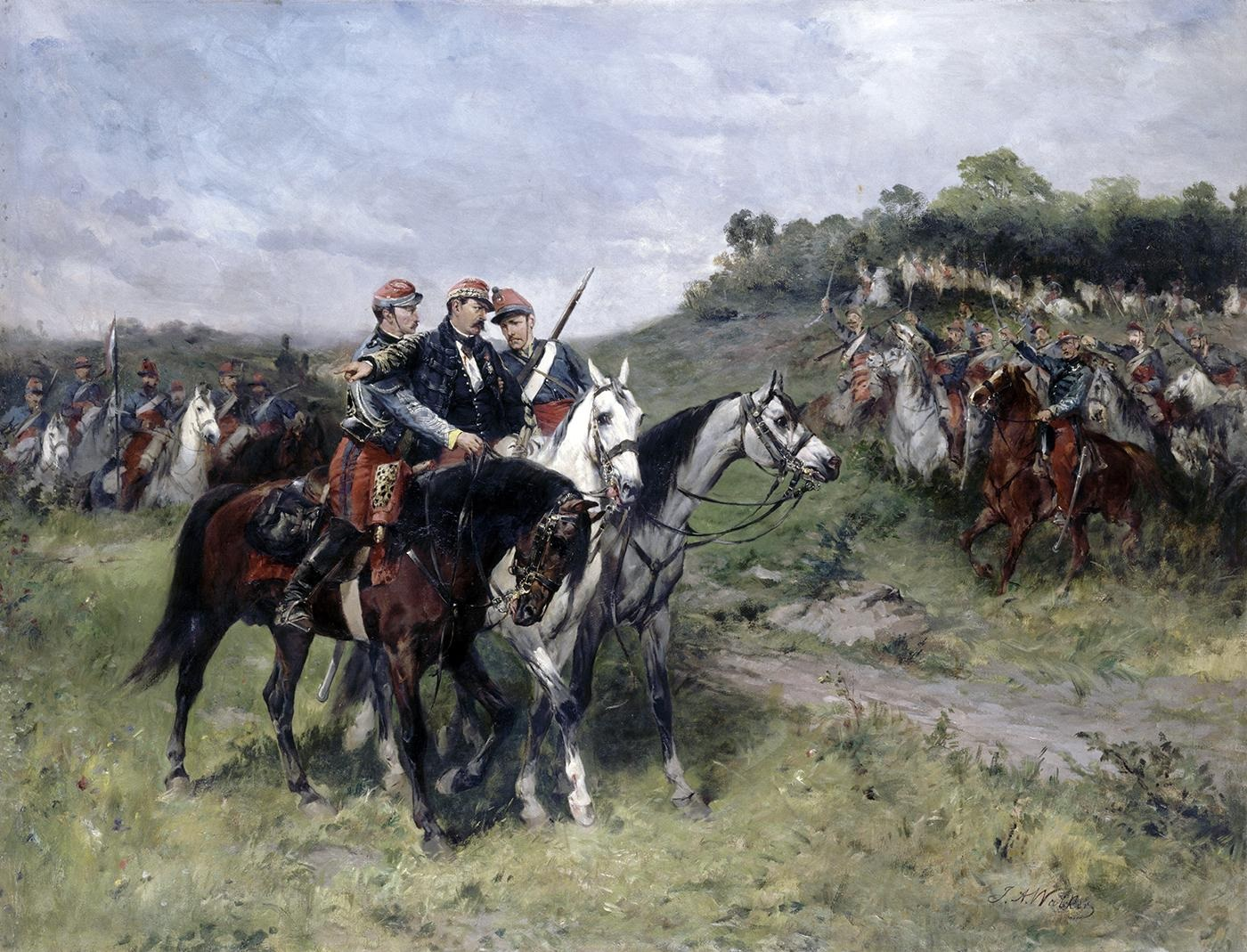
El general Margueritte, herido en la batalla de Sedán. Pintura por James Alexander Walker (1831-1898).

Es hecho general de división el 1 de septiembre y recibió el mando de la 1ª División de la Reserva de Caballería que comprendía dos brigadas de caballería que agrupaban el 1º y 3º Regimiento de cazadores de África, el 1º Regimiento de húsares, el 6º Regimiento de cazadores a caballo auxiliados por dos baterías a caballo del 19º Regimiento de artillería. El mismo día, recibió una bala en plena cabeza sobre la  meseta que separa Floing e Illy, durante la batalla de Sedán. Durante el enfrentamiento, su división de caballería se distinguió dirigiendo una carga desesperada contra los prusianos. Paul Bondois describió ese momento en su Historia de la guerra de 1870-71: «No hubo un momento de vacilación en medio de este puñado de hombres, encargados de enfrentarse a los cuadrados negros y profundos del 3º Ejército; diezmados repetidamente por el tiro de la fusiles Dreyse y los cañones, se reajustaron para lanzarse de nuevo sobre esta línea casi rígida que avanzaba sobre los franceses; el general Margueritte, con las mejillas atravesadas por una bala, la lengua cortada y atrozmente desfigurado, volvió a señalar a sus jinetes al enemigo cuyo avance había que detener a toda costa.»

#### Fin de su vida
Tratado primero en Sedán, murió de sus heridas cinco días más tarde, el 6 de septiembre, en casa del duque Mariano d'Osuna en el castillo de Beauraing, en Bélgica.
Jean-Auguste Margueritte es el padre de los escritores Paul y Victor Margueritte, y el abuelo de dos hijas de Paul: Ève Paul-Margueritte y Lucie Paul-Margueritte, ambas escritoras.

## Obra
- Chasses de l'Algérie. Argel, Bastide, 1866 (Reedición en 1869 en Argel y después en París en 1869, 1884, 1888 y 1902)